# Ládano

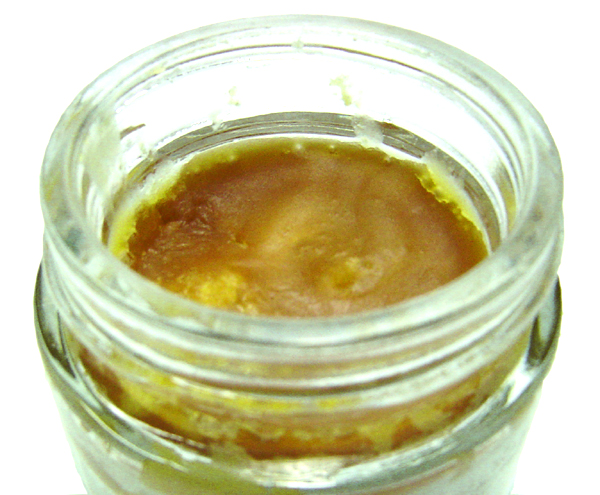
Resina de ládano sólida.

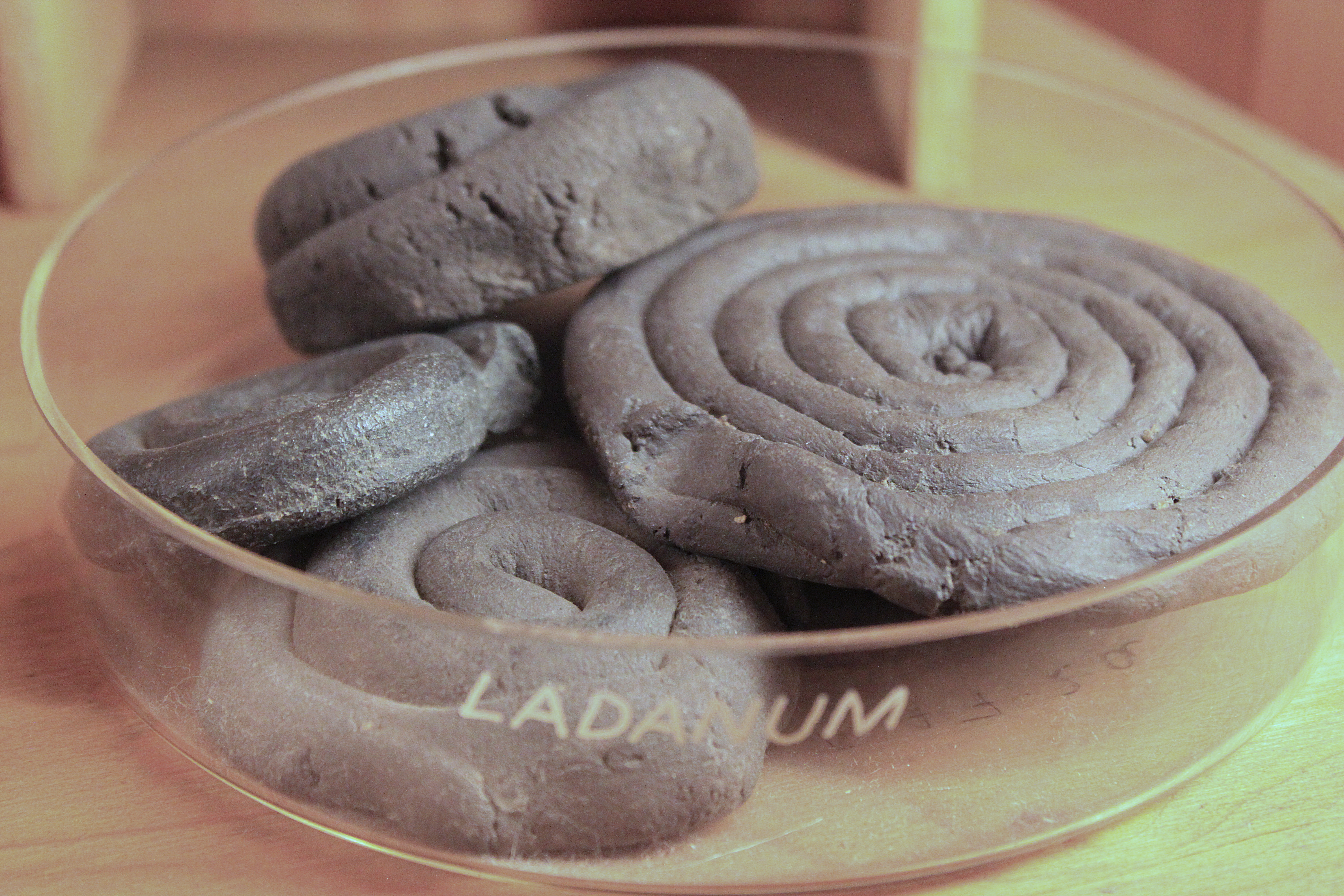
Espirales secas de ládano para uso médico.

Ládano, también llamado labdanum, labdano, laudanum, ladan, ladano o ladanon es una resina pegajosa de color marrón obtenida de los arbustos Cistus ladanifer (en el Mediterráneo occidental) y Cistus creticus (en el Mediterráneo oriental). Tiene una larga historia de uso en herboristería y como ingrediente en perfumería.

## Historia
Antiguamente, el ládano era recogido peinando las barbas y el pelaje de las cabras y ovejas que pastaban en los arbustos de estos cistus.

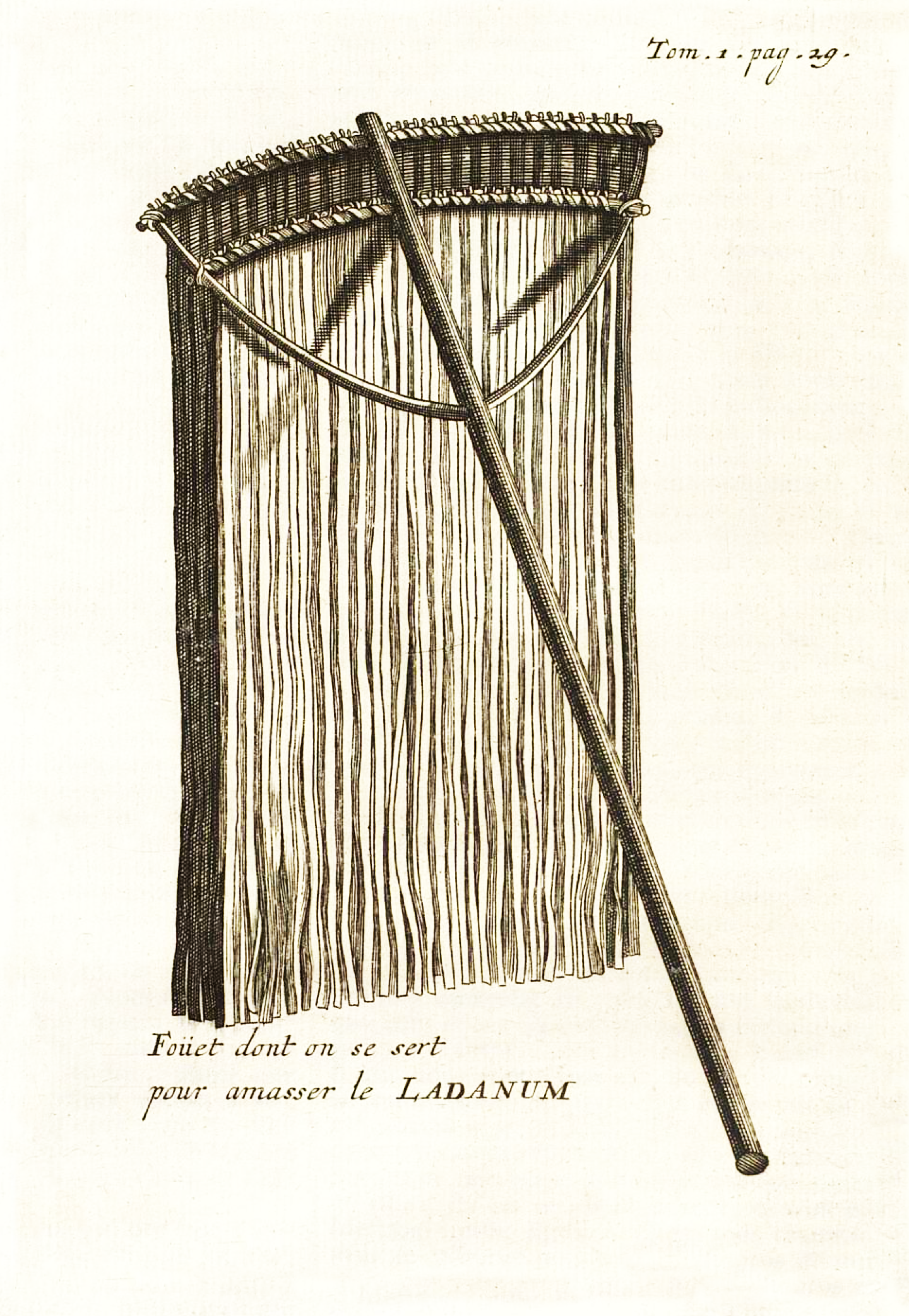
Instrumento con mango para recoger ládano (Tournefort, 1718, Voyage du Levant).

Existen instrumentos de madera que se usaban para recoger el ládano, como uno del siglo XIX utilizado en Creta denominado ergastiri  o un lambadistrion ("recogedor de ládano"), una especie de rastrillo al que se fijaba una doble hilera de correas de cuero en lugar de púas. Eran usados para raspar los arbustos y los pastores recogían la resina y la vendían a comerciantes. 
Esta resina se utilizaba como ingrediente para el incienso, y medicinalmente para tratar resfriados, tos, problemas menstruales y reumatismo.
En la antigüedad, el ládano era producido en las orillas del Mediterráneo. El Libro del Génesis lo menciona dos veces, transportado a Egipto desde Palestina. La palabra loth ("resina") en estos dos pasajes suele interpretarse como referente al ládano sobre la base de cognados semíticos.
Percy Newberry, especialista en el Antiguo Egipto, pensaba que la falsa barba llevada por Osiris y los faraones pudo haber representado originalmente una barba de cabra embebida en ládano. También argumentaba que el cetro de Osiris, que usualmente se interpreta como un mayal o un flabelo, fuera más probablemente un instrumento para recoger ládano, similar al utilizado en la Creta del siglo XIX.
También podía representar el ládano las lágrimas que caen del ojo de Horus.
Algunos estudiosos, como Bochartus, H. J. Abrahams, y Rabi Sa'adiah ben Yosef Gaon (Saadya), 882-942, afirman que el misterioso onycha, un ingrediente del santo incienso (ketoret) mencionado en el Antiguo Testamento (Éxodo 30: 34-36), era en realidad ládano.

## Usos modernos
Hoy día se produce principalmente para perfumería. La resina cruda se extrae generalmente hirviendo las hojas y ramos. También se obtiene una esencia absoluta o absoluto por extracción con disolventes. Un aceite esencial es producido por destilación al vapor. La goma cruda es una masa perfumada de color negro o a veces de marrón oscuro que contiene hasta un 20% o más de agua. Es plástica, pero no vierte, y se vuelve frágil con el tiempo. El absoluto es de color ámbar-verde oscuro y muy espeso a temperatura ambiente. La fragancia es más refinada que la resina cruda. El olor es muy rico, complejo y persistente. 
El ládano es muy valorado en perfumería debido a su semejanza con el ámbar gris, que ha sido prohibido su uso en muchos países porque proviene del cachalote, especie en peligro de extinción. El ládano es el ingrediente principal utilizado para obtener perfume de ámbar en perfumería y actúa como excelente fijador. Su olor tiene un amplio espectro de matices olfativos, describiéndose como amaderado, dulce, empolvado, cuero, incienso, ámbar, ámbar gris, almizcle seco o coriáceo y herbáceo.
El aceite de ládano se utiliza como una alternativa al perfume del ciervo almizclero utilizando su glándula entera (en inglés, musk pod), que ha llegado a ser uno de los productos de animales más caros del mundo. El extracto de ládano también se utiliza como aditivo al aroma del líquido del cigarrillo electrónico. Particularmente, en aromas de tabaco.